# 上堀駅
上堀駅（かみほりえき）は、富山県富山市堀にある、富山地方鉄道上滝線（不二越・上滝線）の駅である。駅番号はT63。

## 歴史
- 1921年（大正10年）4月25日：富山県営鉄道の南富山駅 - 上滝駅間の開業に伴い[4][5]、駅開業[1][2][3]。
- 1943年（昭和18年）1月1日：合併に伴い富山地方鉄道が設立[4][5]。同社の立山線の駅となる[4][5]。
- 1969年（昭和44年）4月1日：路線名称の変更に伴い、所属線を上滝線に変更[5][6]。
- 1970年（昭和45年）4月1日：貨物取扱を廃止[2]（同年7月1日という情報もある[7]）。
- 2012年（平成24年）7月28日：14時40分頃、駅構内に入線してきた電鉄富山行き普通電車が脱線。けが人はなかった[8][9][10]。

## 駅構造
単式ホーム1面1線を有する地上駅で無人駅である。ホームは駅舎側に設置されている。かつては相対式ホームの2面2線で列車交換が行われていたが、現在は駅舎反対側のレールが撤去されホーム跡が残っている。
駅舎は開業当時から使用されている木造駅舎で、駅前では駅周辺の住民が花壇を育成している。

## 利用状況
「富山市統計書」によると、2019年度の1日平均乗車人員は140人であった。
近年の1日平均乗車人員は以下の通り。
| 年度   | 1日平均 乗車人員 |
| ------ | ---------------- |
| 2001年 | 137              |
| 2002年 | 140              |
| 2003年 | 131              |
| 2004年 | 121              |
| 2005年 | 123              |
| 2006年 | 126              |
| 2007年 | 126              |
| 2008年 | 129              |
| 2009年 | 129              |
| 2010年 | 133              |
| 2011年 | 137              |
| 2012年 | 140              |
| 2013年 | 144              |
| 2014年 | 137              |
| 2015年 | 146              |
| 2016年 | 150              |
| 2017年 | 146              |
| 2018年 | 146              |
| 2019年 | 140              |
| 2020年 | 121              |
| 2021年 | 127              |
| 2022年 | 123              |

## 駅周辺
かつては日清紡績富山工場が駅付近にあり、この工場への引込線もあったが、同工場は2006年に閉鎖された。なお、工場跡は田島木材（富山市の住宅建設業）に譲渡され、堀川本郷という住宅街になった。この住宅街にはスーパーマーケットやホームセンターなどが建っている。
- 富山県道43号富山上滝立山線
- 富山県道56号富山環状線
- 富山南警察署下堀交番
- 上堀郵便局

## 隣の駅
富山地方鉄道
■上滝線（不二越・上滝線）
朝菜町駅 (T62) - 上堀駅 (T63) - 小杉駅 (T64)